# حكومة السودان
حكومة السودان الحالية، يقودها رئيس الوزراء عبد الله حمدوك. يشير مجلس الوزراء في السودان عادة إلى الهيئة التنفيذية الرئيسية لجمهورية السودان. تم حل مجلس الوزراء في أعقاب انقلاب 11 أبريل 2019 في السودان. يحدد الفصل الخامس من مشروع الإعلان الدستوري الصادر في أغسطس 2019 الإجراءات التي أدت إلى ترشيح عبد الله حمدوك لمنصب رئيس الوزراء، وما يصل إلى 20 وزيراً في مجلس الوزراء، في أواخر أغسطس 2019، من أجل الانتقال الديمقراطي الذي دام 39 شهرًا. واحتج الاتحاد النسائي السوداني على ذلك. بموجب المادة 19 من مسودة الإعلان الدستوري، فإن وزراء الحكومة الانتقالية غير مؤهلين لخوض الانتخابات المقرر أن تتبع الفترة الانتقالية.

## et
The al-Bashir annual national budgets mostly funded Sudanese security and other armed forces (70 percent in 2016), with the 2018 budget allocating 3 percent to education. In November 2019, a plan to raise the fraction of the budget allocated to education to 20 percent was announced.

## Ministers of the Hamdok Cabinet
In September 2019, 20 ministries were planned.يشير مجلس الوزراء في السودان عادة إلى الهيئة التنفيذية الرئيسية لجمهورية السودان. تم حل مجلس الوزراء في أعقاب انقلاب 11 أبريل 2019 في السودان.  يحدد الفصل الخامس من مشروع الإعلان الدستوري الصادر في أغسطس 2019 الإجراءات التي أدت إلى ترشيح عبد الله حمدوك لمنصب رئيس الوزراء، وما يصل إلى 20 وزيراً في مجلس الوزراء، في أواخر أغسطس 2019، من أجل الانتقال الديمقراطي الذي دام 39 شهرًا. واحتج الاتحاد النسائي السوداني على ذلك. بموجب المادة 19 من مسودة الإعلان الدستوري، فإن وزراء الحكومة الانتقالية غير مؤهلين لخوض الانتخابات المقرر أن تتبع الفترة الانتقالية.

## 2019-2022 الحكومة الانتقالية

### خلفية
أدت الاحتجاجات السودانية 2018-19 إلى 11 أبريل 2019 الانقلاب السوداني الذي أطاح بالرئيس عمر البشير وحل حكومته. تمت إزالة وزير الدفاع الذي قاد الانقلاب في 14 أبريل 2019.

### مشروع إعلان دستوري
استمر العصيان المدني المستمر من قبل المواطنين السودانيين الذي سبق انقلاب أبريل، في مواجهة المجلس العسكري الانتقالي. أدت المفاوضات بين المجلس العسكري الانتقالي وتحالف قوى الحرية والتغيير (FFC) إلى اتفاق يوليو السياسي ومسودة الإعلان الدستوري في أغسطس، والتي أعطت مع عقد مجلس السيادة حق النقض (الفيتو) على الترشيحات، باستثناء وزيري الدفاع والداخلية، اللذين يختارهما الأعضاء العسكريون في مجلس السيادة ويعينهم رئيس الوزراء. يُعرِّف الفصل الخامس (المادة 14) من مسودة الإعلان الدستوري مجلس الوزراء الانتقالي بمصطلحات مماثلة، لكنه يمنح رئيس الوزراء الحق في اختيار أعضاء الحكومة الآخرين من قائمة مقدمة له أو لها من قبل قوى الحرية والتغيير. أعضاء مجلس الوزراء «مصدق عليهم من قبل مجلس السيادة».
تشترط المادة 16 (أ) من مشروع الإعلان الدستوري أن يكون رئيس الوزراء وأعضاء مجلس الوزراء «سودانيين بالميلاد»، لا يقل عن 25 سنة، وسجلاً ضابطاً نظيفاً عن «جرائم الشرف».
المادة 16 (ب) تستثني مزدوجي الجنسية من تولي منصب وزير الدفاع أو الداخلية أو الخارجية أو العدل ما لم يوافق مجلس السيادة وقوى الحرية والتغيير لمنصب رئيس الوزراء أو مجلس السيادة ورئيس الوزراء. للمناصب الوزارية.
يحظر على وزراء الفترة الانتقالية بموجب المادة 19 من مسودة الإعلان الدستوري الترشح في الانتخابات العامة السودانية المقررة لعام 2022.

### الوزير الأول
عبد الله حمدوك، مسؤول إداري سوداني شغل العديد من المناصب الإدارية الدولية خلال أواخر القرن العشرين وأوائل القرن الحادي والعشرين، تم ترشيحه من قبل وأدى اليمين رسميًا في 21 أغسطس 2019.

### مشاركة المرأة
في 18 أغسطس 2019، صرح الاتحاد النسائي السوداني أنه لم يتم استشارة النساء في إعداد قائمة المرشحين للمناصب الوزارية لمجلس الوزراء الانتقالي 2019-2022، وأن عددًا قليلًا من النساء من بين المرشحين. النساء في المناصب العليا في مؤسسات الفترة الانتقالية تشمل عائشة موسى السعيد ورجا نقولا في مجلس السيادة السوداني.
جادل اتحاد المرأة السودانية بأن المرأة لعبت دورًا مهمًا مثل الرجل في التغييرات السياسية لعام 2019 وأن المرأة السودانية «تطالب بنصيب متساوٍ من الرجال بنسبة 50-50 على جميع المستويات، تقاس بالمؤهلات والقدرات».
من بين الوزيرات في حكومة حمدوك أسماء محمد عبد الله وزيرة للخارجية لينا الشيخ محجوب وزيرة للتنمية الاجتماعية والعمل ولاء عصام البوشي وزيرة للشباب والرياضة. انتصار الزين الصغيرون وزيرا للتعليم العالي.

### الدخل
تمول معظم ميزانيات البشير الوطنية السنوية قوات الأمن السودانية والقوات المسلحة الأخرى (70 بالمائة في 2016)، مع تخصيص ميزانية 2018 3 بالمائة للتعليم. في نوفمبر 2019، تم الإعلان عن خطة لرفع جزء الميزانية المخصصة للتعليم إلى 20 في المائة.

## حكومة السودان (2019)
تتكون حكومة السودان من الوزارات التالية:
| إسم الوزارة                        | الوزير               |
| ---------------------------------- | -------------------- |
| وزارة الداخلية                     | إدريس الطريفي        |
| وزارة الخارجية                     | أسماء محمد عبد الله  |
| وزارة الدفاع                       | الفريق أول جمال عمر  |
| وزراة الصحة                        | أكرم علي التوم       |
| وزراة المالية والتخطيط الإقتصادي   | إبراهيم أحمد البدوي  |
| وزارة الإعلام                      | فيصل محمد صالح       |
| وزارة العدل                        | نصر الدين عبد الباري |
| وزراة التربية والتعليم             | محمد الأمين التوم    |
| وزارة التعليم العالي والبحث العلمي | انتصار الزين         |
| وزارة التجارة والصناعة             | مدني عباس            |
| وزارة الشؤون الدينية والأوقاف      | نصر الدين مفرح       |
| وزراة الحكم الإتحادي               | يوسف آدم الضي        |
| وزارة الثقافة                      | فيصل محمد صالح       |
| وزارة العمل والتنمية الإجتماعية    | لينا الشيخ محجوب     |
| وزارة الزراعة والموارد الطبيعية    | عيسى عثمان شريف      |
| وزارة الري والموارد المائية        | ياسر عباس محمد علي   |
| وزارة الطاقة والتعدين              | عادل علي إبراهيم     |
| شؤون مجلس الوزراء                  | عمر مانيس            |

## تعديل حكومي (2020)
في 9 يوليوز 2020، تم إجراء تعديل في حكومة السودان، وتم تعيين وزراء جدد وهم:
- عمر إسماعيل قمر الدين / وزارة الخارجية
- هبة محمد علي / وزارة المالية والتخطيط الإقتصادي
- خيري عبد الرحمن / وزارة الطاقة والتعدين
- عبد القادر تركاوي / وزارة الزراعة والموارد الطبيعية
- عادل فرح إدريس / وزارة الثروة الحيوانية
- هاشم ابنعوف / وزارة البنى التحتية والنقل
- سارة عبد العظيم حسين/ وزارة الصحة